# Heteropelma crassoclypeum
Heteropelma crassoclypeum là một loài tò vò trong họ Ichneumonidae.